# Kandidaturen voor de Olympische Winterspelen 2014
Zeven steden stelden zich kandidaat voor de XXIIe Olympische Winterspelen. Het Uitvoerend Comité van het IOC besloot om drie steden mee te nemen in de finale ronde, dit waren Sotsji, Pyeongchang en Salzburg. 
De drie steden brachten in januari 2007 hun zogenaamde bid books in, waarna een comité van het IOC de steden bezocht in het voorjaar van 2007.
De toewijzing van de Spelen vond plaats op de 119e vergadering van het IOC in Guatemala-Stad op 4 juli 2007 en de Russische stad Sotsji won in twee rondes. Salzburg viel direct af, in de tweede ronde kwam de Zuid-Koreaanse stad vier stemmen te kort.

## Kandidaatsteden

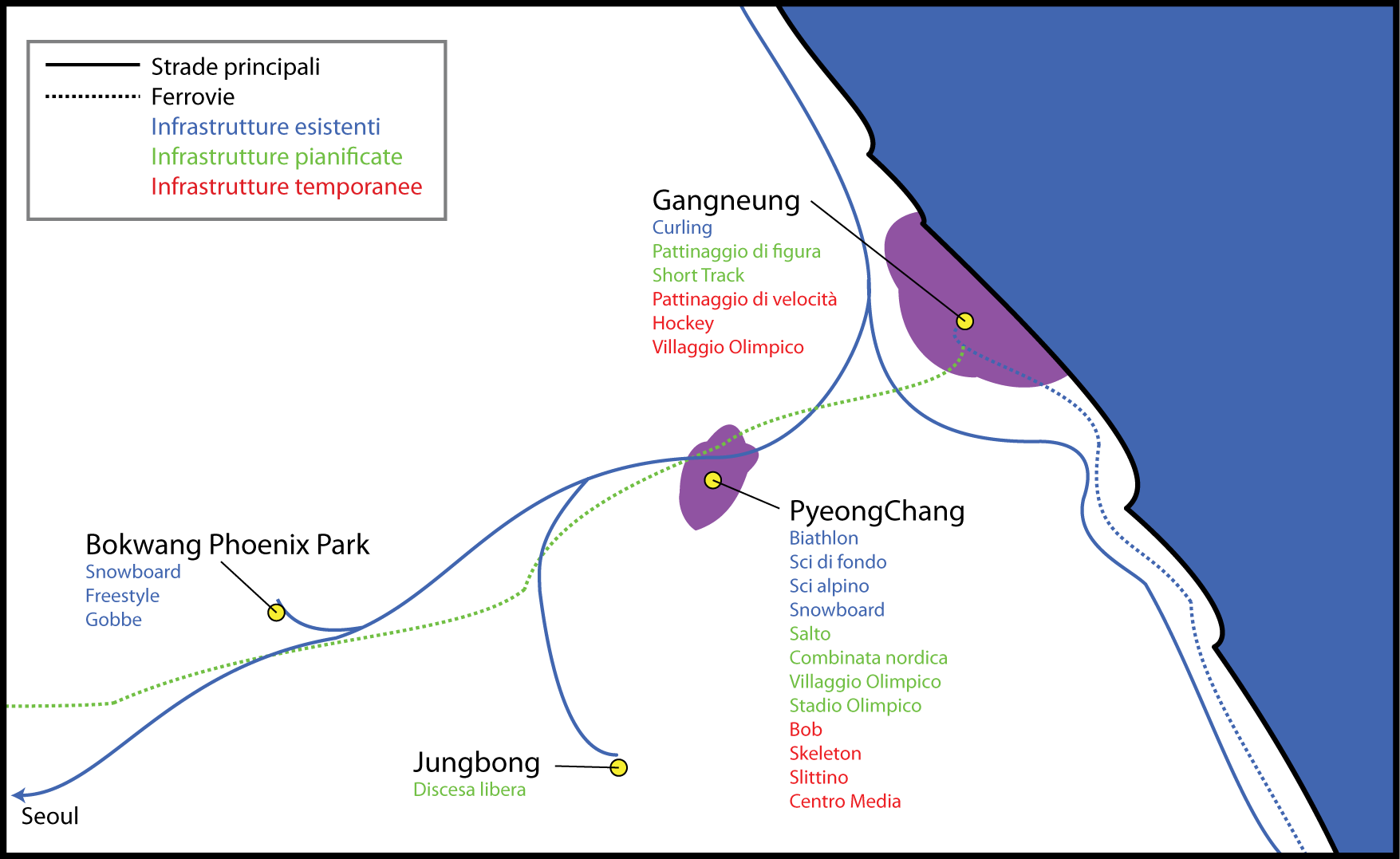
Voorstel van de Zuid-Koreaanse kandidaatstad Pyeongchang.

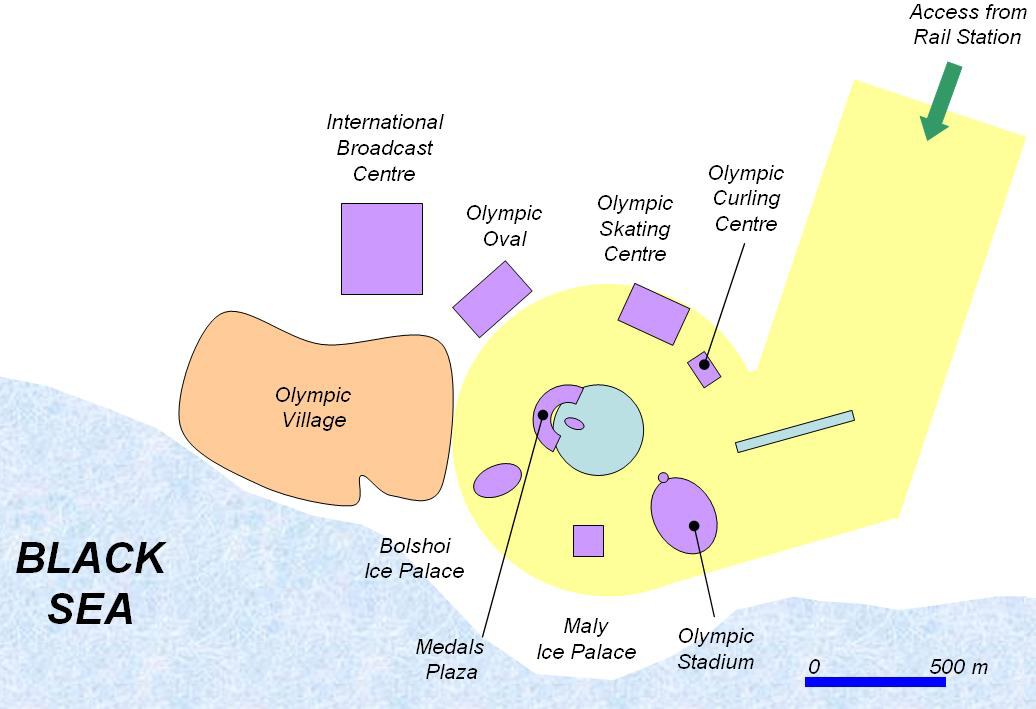
Voorstel van de Russische kandidaatstad Sotsji.

De 3 overblijvende kandidaat-steden waren:
| Kandidaatstad | Land       | Continent | Stemmen | Stemmen | Website          |
| Kandidaatstad | Land       | Continent | ronde 1 | ronde 2 | Website          |
| ------------- | ---------- | --------- | ------- | ------- | ---------------- |
| Sotsji        | Rusland    | Europa    | 34      | 51      | Sotsji 2014      |
| Pyeongchang   | Zuid-Korea | Azië      | 36      | 47      | PyeongChang 2014 |
| Salzburg      | Oostenrijk | Europa    | 25      | -       | Salzburg 2014    |

### Afgevallen steden
De volgende steden kwamen niet door de selectieronde van 22 juni 2006:
- Jaca, Spanje
- Almaty, Kazachstan
- Sofia, Bulgarije
- Bordzjomi, Georgië

### Afgehaakte steden
De volgende landen hebben hun kandidatuur voortijdig ingetrokken:
- Andorra la Vella, Andorra
- Annecy, Frankrijk
- Erzurum, Turkije
- Harbin, China
- München, Duitsland
- Östersund, Zweden
- Reno en Lake Tahoe, Verenigde Staten
- Shimla, India
- Tromsø, Noorwegen
- Zürich, Zwitserland

## Overzicht kandidaturen

### Kandidatuur Salzburg
De „Salzburg Winterspiele 2014 Ges.m.b.H.” ontving in 2007 een subsidie van € 1.600.000 vanuit de federale overheid van Oostenrijk, om de kandidatuur van Salzburg voor de Olympische Winterspelen van 2014 te kunnen uitwerken.